# Condado de Accomack
El condado de Accomack, conocido anteriormente como Accomac Shire, es un condado de la Mancomunidad de Virginia. Según el censo del 2000, la población era de 38.305 habitantes. La sede del condado se encuentra en Accomac.

## Historia
En 1634, Accomac Shire se estableció como uno de los ocho condados originales de Virginia. El origen de su toponimia proviene de la palabra nativo americana Accawmack (Al otro lado). En 1642, el nombre fue cambiado por el de Northampton por los colonizadores británicos en su afan de eliminar nombres "paganos" del Nuevo Mundo. Northampton fue dividido en dos condados en 1663. La sección norte asumió el nombre original (Accomac) y la sureña, Northampton. En 1670, el Gobernador Real de la Colonia de Virginia, William Berkeley abolió el condado de Accomac, pero la Asamblea General de Virginia volvió a recrearla un año después. El primer sheriff de Estados Unidos, William Stone, se inscribió en 1634 para servir en el condado.
A diferencia de la mayor parte del territorio, durante la Guerra de la Independencia, el condado no estaba bajo el control Confederado, en cambio sirvió como apoyo para el Gobierno de la Unión. En 1940, la Asamblea General añadió de manera oficial una "K" al final del nombre del condado y su nombre fue el primero en aparecer en la Lista de Nombres Geográficos de Estados Unidos en 1943.

## Geografía
Según la Oficina del Censo de Estados Unidos, el condado tiene un área total de 1.310 mi² (3.393 km²) de los cuales, 455 mi² (1.179 km²) es terreno y 855 mi² (2.214 km²) es agua con un porcentaje de 65,25%.

### Condados adyacentes
- Condado de Somerset (Maryland) - noroeste
- Condado de Worcester (Maryland) - nordeste
- Condado de Northampton (Virginia) - sur
- Condado de Middlesex (Virginia) - oeste
- Condado de Northumberland (Virginia) - oeste

### Áreas Nacionales Protegidas
- Assateague Island National Seashore
- Chincoteague National Wildlife Refuge
- Martin National Wildlife Refuge
- Wallops Island National Wildlife Refuge

## Demografía
Según el censo del 2000, hubo una población de 38.305 habitantes y 10.388 familias con 15.299 hogares en el condado. La densidad de población fue de 84 habitantes por mi² (32/km²). Había 19.550 zonas urbanizadas juntas en un área aproximada de 43 mi² (17/km²). La distribución racial estuvo compuesta de un 63,38% blancos, 31,56% afroamericanos, 0,33% nativoamericanos, 0,22% asiáticos, 0,06% isleños del pacífico, 3,57% de otras razas, y 0,89% mestizos. El 5,38% de la población era hispanoamericana.
Hubo 15.299 viviendas, en las cuales, en un 28,90% había niños menores de 18 años, un 49,20% eran parejas casadas, 14,40 eran mujeres solteras o sin el marido presente, y un 32,10% no tenía familia. El 27,70% de los hogares fueron fabricados en tamaño individual y un 12,50% estaban ocupadas por gente de 65 años o más viviendo solo. El tamaño medio del hogar individual era de 2,45 y la familiar de 2,96.
La población por edades en el condado estuvo dividida en un 24,30% aquellos menores de 18 años, 8,20% de 18 a 24 años, 26,20% de 25 a 44 años, 24,70% de 45 a 64 años, y 16,70% de 65 o más años de edad. La media por edad fue de 39 años. Por cada 100 mujeres, 94,30 eran hombres. Por cada 100 mujeres de 18, 90 eran hombres.

## Transportes
- Aeropuerto Campbell Field